# Trčkovská louka
Trčkovská louka je přírodní rezervace poblíž obce Orlické Záhoří v okrese Rychnov nad Kněžnou. Oblast spravuje AOPK ČR Správa CHKO Orlické hory.
Důvodem ochrany je zachovat podmáčenou louku s vlastními rašelinnými neohraničenými prameništi, bohatou botanicky: arnika (Arnica montana), prstnatec Fuchsův (Dactylorhiza fuchsii) a májový (Dactylorhiza majalis), kruštík širolistý (Epipactis helleborine), suchopýr úzkolistý (Eriophorum angustifolium); a také zoologicky: jestřáb lesní (Astur gentilis), čáp černý (Ciconia nigra), hýl rudý (Carpodacus erythrinus), pěnice černohlavá (Sylvia atricapilla) a hnědokřídlá (Sylvia communis), čolek horský (Ichthyosaura alpestris) a obecný (Lissotriton vulgaris), skokan hnědý (Rana temporaria) a ostronosý (Rana arvalis), ropucha obecná (Bufo bufo) a zmije obecná (Vipera berus).

## Další fotografie

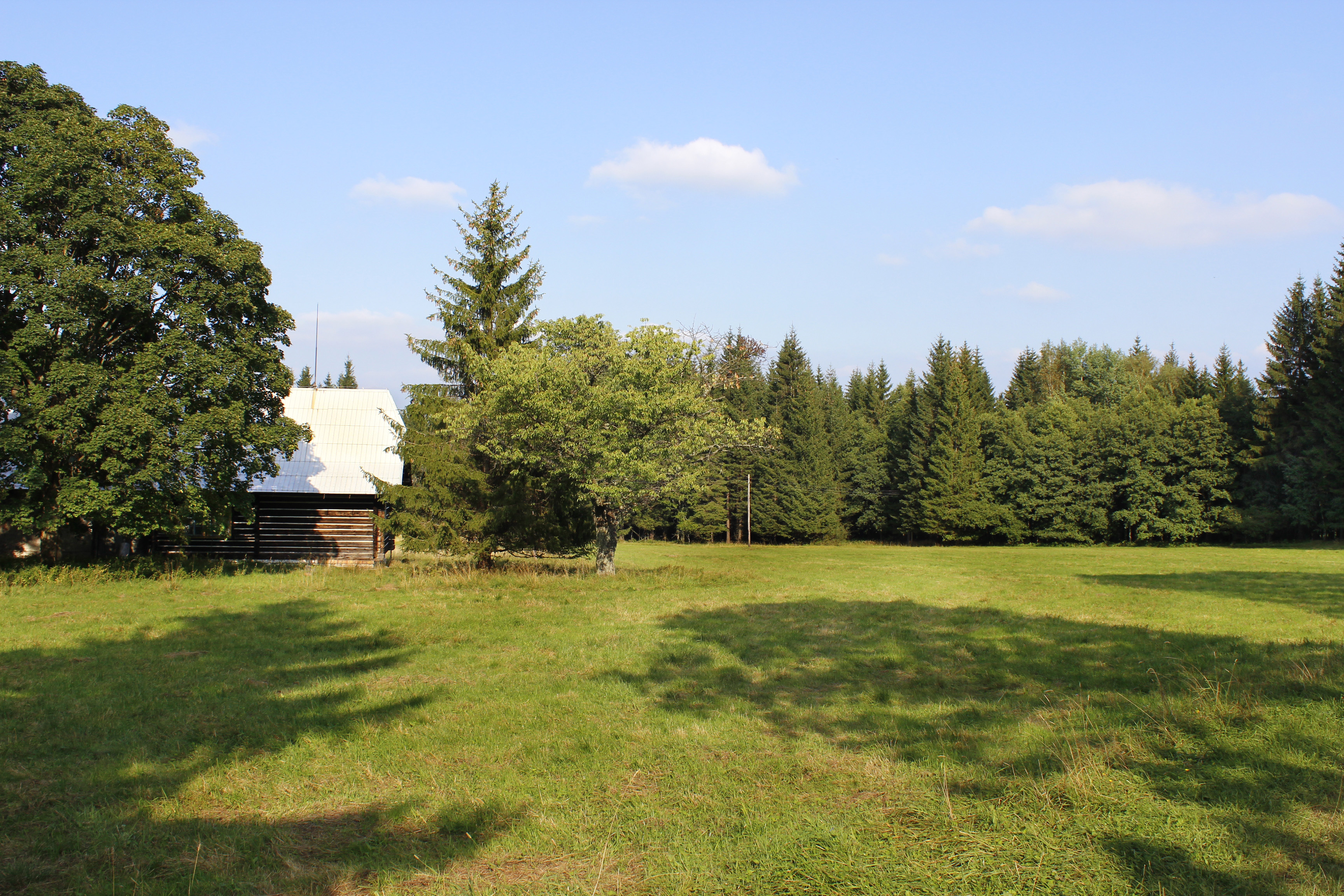
Západní část louky
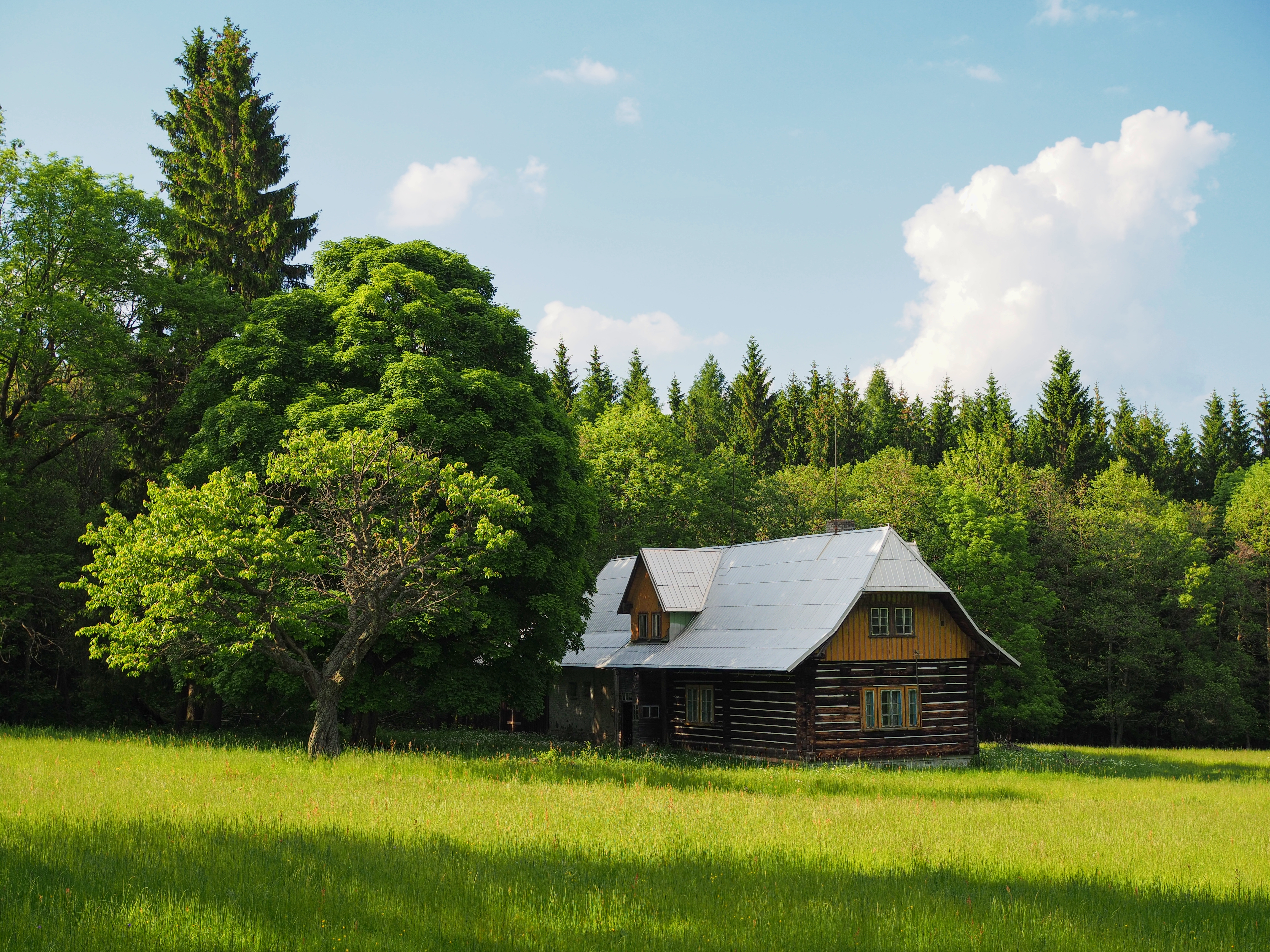
Pohled na lokalitu
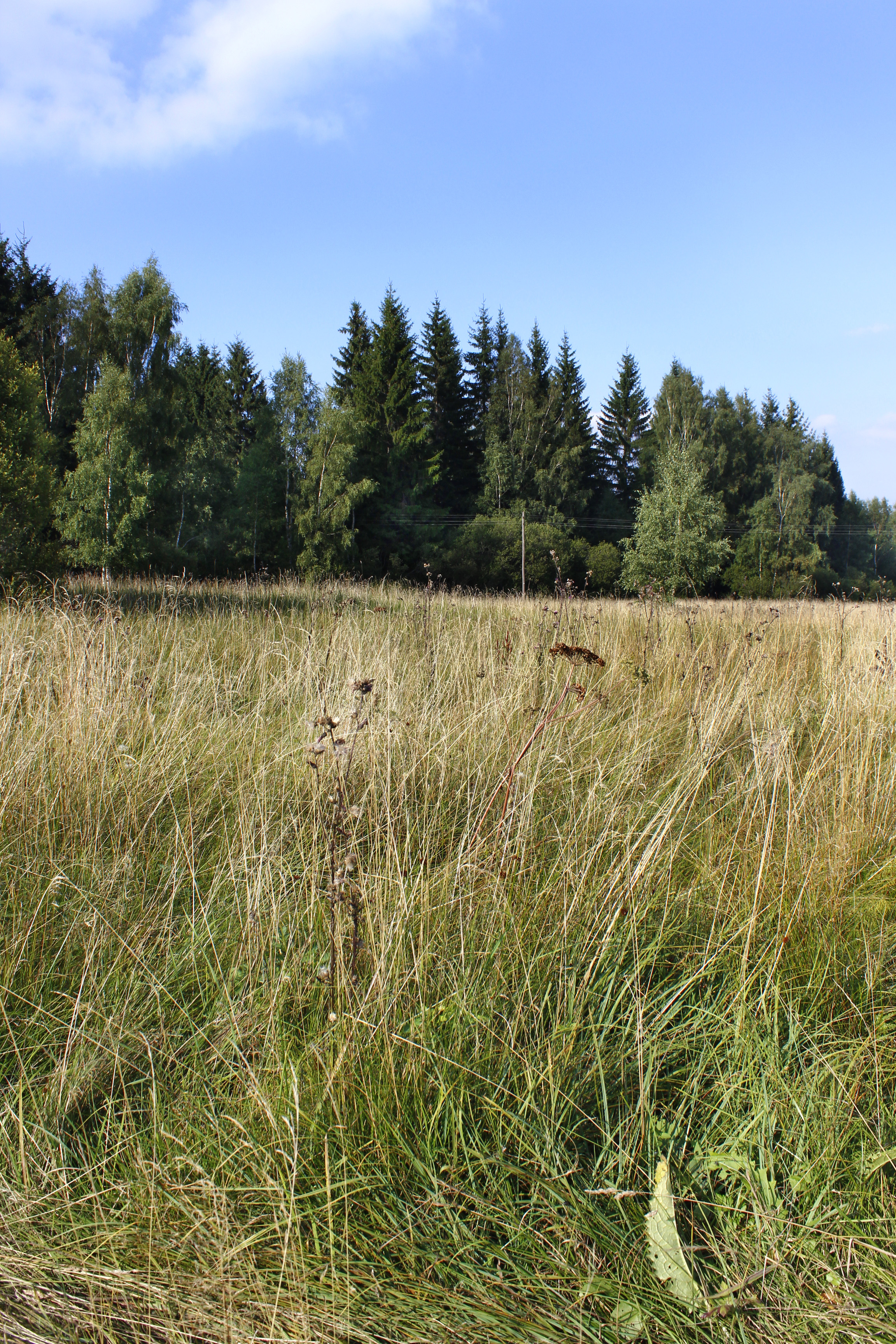
Detail porostu
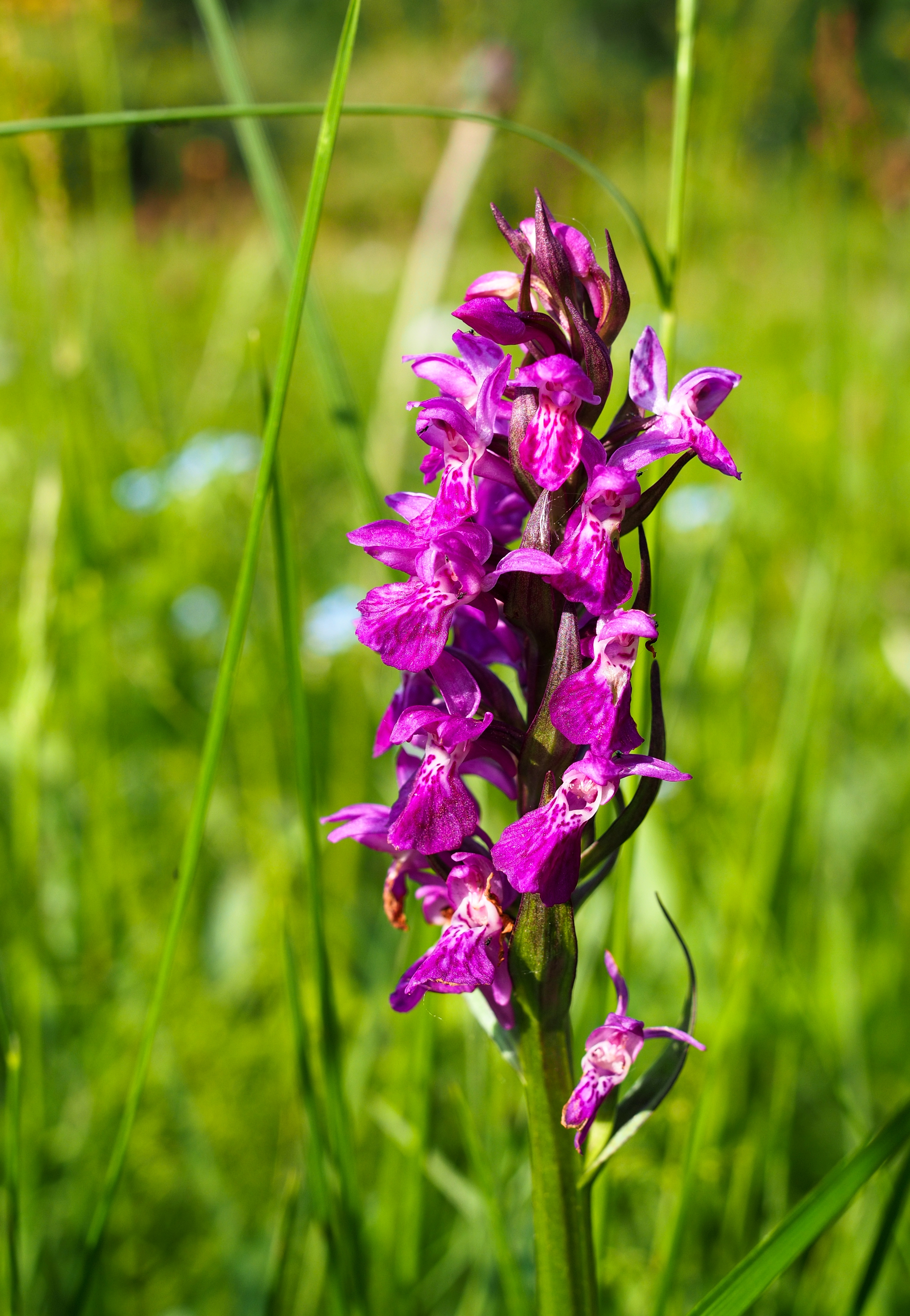
Prstnatec májový na lokalitě
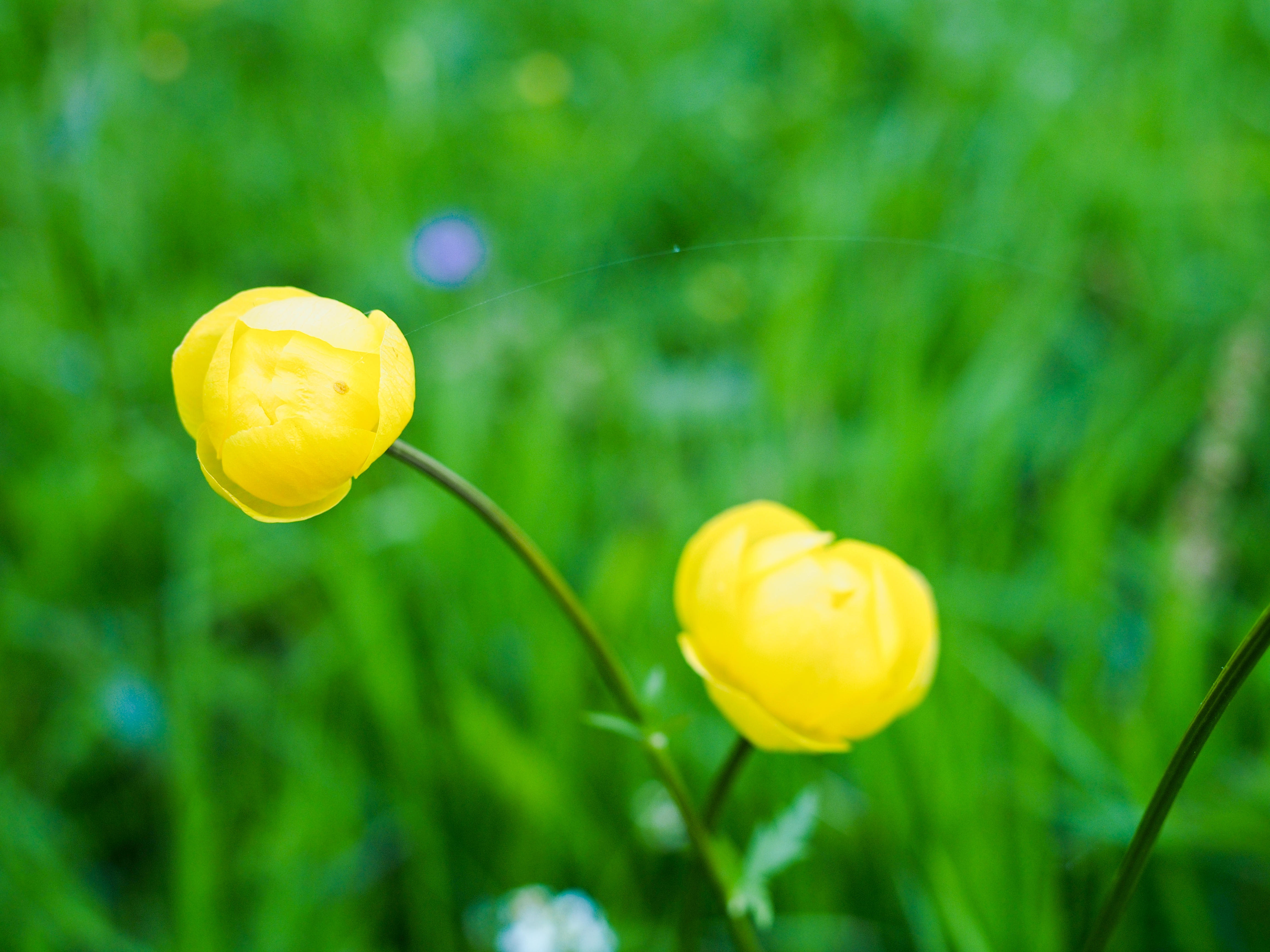
Upolín nejvyšší na lokalitě
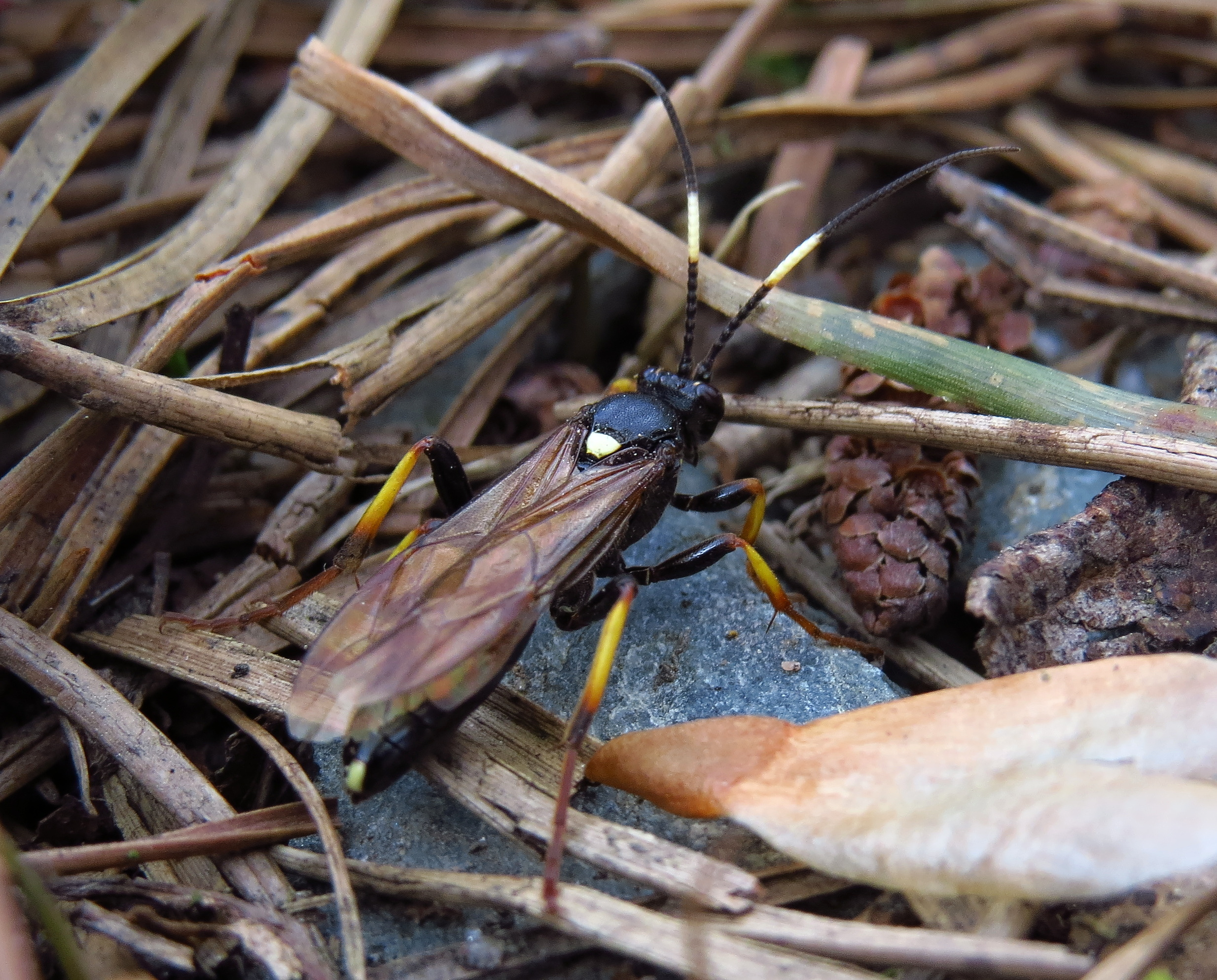
Hmyz